# Emily Procter
Pour les articles homonymes, voir Procter.
 (décembre 2020).
Si vous disposez d'ouvrages ou d'articles de référence ou si vous connaissez des sites web de qualité traitant du thème abordé ici, merci de compléter l'article en donnant les références utiles à sa vérifiabilité et en les liant à la section « Notes et références ».
Emily Procter, née le 8 octobre 1968 à Raleigh, en Caroline du Nord, aux (États-Unis), est une actrice américaine.
Elle est principalement connue pour son rôle de Calleigh Duquesne dans la série télévisée Les Experts : Miami.

## Biographie

### Famille
Elle avait deux ans quand ses parents Bill Procter (un médecin généraliste) et Barbara Jones (une travailleuse bénévole) ont divorcé. Elle a deux frères et sœurs plus âgés, dont un frère nommé E. J.
Lorsqu'elle n'est pas sur les plateaux, elle se passionne pour la musique, la décoration intérieure, le poker et les œuvres de charité pour les sans-abri.
Elle parle très bien le français, qu'elle a appris à l'école.

### Carrière
Une fois son diplôme de journalisme en poche, Emily Procter décide de devenir actrice et se rend à Los Angeles où elle décroche de nombreux petits rôles à la télévision (Friends, Loïs et Clark : Les Nouvelles Aventures de Superman, Voilà !, Demain à la une ainsi que dans un téléfilm, Les Vacances en Folie, en 1997) et au cinéma. Sur le grand écran, elle donne la réplique à de grosses pointures telles que Nicolas Cage dans Leaving Las Vegas et Tom Cruise dans Jerry Maguire.
En 2000, l'actrice obtient un rôle récurrent dans la série À la Maison-Blanche, qui lui permet de se faire remarquer et d'enchaîner avec Les Experts : Miami à partir de 2002 jusqu'à l'arrêt de la série en 2012. Partenaire de David Caruso dans ce spin-off des Experts, elle interprète Calleigh Duquesne, personnage qui lui vaut de se faire connaître auprès du grand public.
En 2006, elle obtient le rôle de Leah Fuller dans le film Big Mamma 2 aux côtés de Martin Lawrence.

### Vie privée
Elle est en couple depuis 2008 avec Paul Bryan (producteur de musique, arrangeur, compositeur et bassiste). Ils sont parents depuis le 8 décembre 2010 d'une fille, Philippa Frances, surnommée Pippa[réf. nécessaire].

## Filmographie

### Cinéma
- 1995 : Leaving Las Vegas : Debbie
- 1995 : Une famille à l'essai : Julie Rubins
- 1996 : Crosscut : une fille au comptoir
- 1996 : Jerry Maguire : une ex-petite amie
- 1997 : The Girl Gets Moe de James Bruce : Tammy
- 1997 : Breast Men : Laura Pierson
- 1999 : Une histoire d'initiation - Guinevere : Susan Sloane
- 1999 : Sexe attitudes : Whitney Bryant
- 1999 : Forever Fabulous : Tiffany Dawl
- 1999 : The Big Tease : Valhenna
- 2001 : L'Odyssée du Squalus : Frances Naquin
- 2006 : Big Mamma 2 : Leah Fuller
- 2008 : Turnover (court métrage) : Lillian Chait
- 2010 : Barry Munday : Deborah (secrétaire no 2)
- 2016 : Love Everlasting : Helen

### Télévision
Séries télévisées
- 1992 : Great Scott! - 1 épisode : la fille de rêve
- 1995 : Platypus Man - 1 épisode : Mindy
- 1995 : Le Rebelle (Renegade) - 1 épisode : Brenda
- 1995 : Friends - 1 épisode : Annabel
- 1996 : Loïs et Clark : Les Nouvelles Aventures de Superman (Lois & Clark: The New Adventures of Superman) - 1 épisode : Lana Lang
- 1997 : Voilà ! (Just Shoot Me!) - 2 épisodes : la présentatrice
- 1997 : Demain à la une : Colleen Damski
- 2000 - 2006 : À la Maison-Blanche - 12 épisodes : Ainsley Hayes
- 2002 : Les Experts (CSI: Crime Scene Investigation) - 1 épisode : Calleigh Duquesne
- 2002 - 2012 : Les Experts : Miami (CSI: Miami) - 232 épisodes : Calleigh Duquesne
- 2013 : FBI : Duo très spécial (White Collar) - 2 épisodes : Amanda Callaway

Téléfilms
- 1995 : Fast Company : Roz Epstein
- 1997 : Shérif Réunion : Mavis
- 2001 : Submerged : Frances Naquin

### Jeux vidéo
- 1996 : ssn : Sally Jarvis
- 2002 : CSI : Miami : Calleigh Duquesne

## Voix françaises
En France, Rafaèle Moutier est la voix française régulière d'Emily Procter dans :
- Big Mamma 2 (2006)
- Les Experts (série télévisée)
- Les Experts : Miami (série télévisée)
- FBI : Duo très spécial (série télévisée)

Virginie Ledieu dans Sexe attitudes (1999)